# Petrocallis
Genre
Petrocallis est genre de plantes à fleurs de la famille des Brassicaceae.

## Liste des espèces
Selon Tropicos :
- Petrocallis fenestrata
- Petrocallis pyrenaica